# Primas Polského království

Znak primase Aleksandra Kakowského

Primas Polského království (polsky Prymas Królestwa Polskiego, latinsky Primas Regni Poloniae rusky Примас королевства польского) byl čestný titul varšavských arcibiskupů v letech 1818–1829. 
V roce 1925 byl titul doživotně obnoven pro Aleksandra Kakowského, po jehož smrti v roce 1938 již nebyl udělen.
| Metropolitní arcibiskupové-primasové Polského království, období správy varšavské arcidiecéze | Metropolitní arcibiskupové-primasové Polského království, období správy varšavské arcidiecéze | Metropolitní arcibiskupové-primasové Polského království, období správy varšavské arcidiecéze |
| --------------------------------------------------------------------------------------------- | --------------------------------------------------------------------------------------------- | --------------------------------------------------------------------------------------------- |
| Franciszek Malczewski                                                                         | 1818–1819                                                                                     |                                                                                               |
| Szczepan Hołowczyc                                                                            | 1819–1822                                                                                     |                                                                                               |
| Wojciech III. Skarszewski                                                                     | 1824–1827                                                                                     |                                                                                               |
| Jan XII. Paweł Woronicz                                                                       | 1828–1829                                                                                     | po jeho smrti car Mikuláš I. titul královského primase zrušil                                 |
| Aleksander Kakowski                                                                           | 1925–1938                                                                                     | kardinál                                                                                      |